# Replay (CSNY)
Replay is een muziekalbum van Crosby, Stills & Nash uit 1980. Het bereikte als hoogste notering nummer 122 in de Billboard 200.
Hoewel het het karakter heeft van een verzamelalbum, bevat het enkele nummers die ze niet eerder op de plaat hebben uitgebracht. Het betreft de nummers First things first van de hand van onder meer Stills en twee versies van To the last whale, met de ondertitels A critical mass van Crosby en Wind on the water van Nash.

## Nummers
| Nr. | naam                                  | schrijver                                 | duur |
| --- | ------------------------------------- | ----------------------------------------- | ---- |
| A1  | Carry on                              | Stephen Stills                            | 3:17 |
| A2  | Marrakesh Express                     | Graham Nash                               | 2:36 |
| A3  | Just a song before I go               | Graham Nash                               | 2:12 |
| A4  | First things first                    | Stephen Stills, Joe Schermie en Jon Smith | 2:16 |
| A5  | Shadow captain                        | David Crosby en Craig Doerge              | 4:32 |
| A6  | To the last whale - A critical mass   | David Crosby                              | 3:00 |
| A6  | To the last whale - Wind on the water | Graham Nash                               | 2:30 |
| B1  | Love the one you're with              | Stephen Stills                            | 3:13 |
| B2  | Pre-road downs                        | Graham Nash                               | 2:45 |
| B3  | Change partners                       | Stephen Stills                            | 2:45 |
| B4  | I give you give blind                 | Stephen Stills                            | 3:21 |
| B5  | Cathedral                             | Graham Nash                               | 5:15 |

David Crosby · Stephen Stills · Graham Nash · Neil Young